# Teodor Levit
Teodor Levit (engl. Theodore Levitt; Vollmerz, 1. mart 1925 — Belmont, 28. septembar 2006), bio je američki ekonomista i profesor na Harvardu (Harvard Business School).
Autor je mnogih članaka, te dobro prodavane knjige The Marketing Imagination, prevedene na jedanaest jezika. Najpoznatiji je po populariziranju termina globalizacija kojeg prvi put spominje u svom članku Globalizacija tržišta 1983. Sam izraz je korišćen i nekoliko decenija pre, no Levitovom upotrebom biva uvrstan u standardnu terminologiju i prihvaćen među mainstream poslovnim krugovima.
Za života je dobio mnoge prestižne nagrade i priznanja za inovacije i doprinose u marketingu, a stekao je i titulu profesora emeritus-a.

## Knjige
- Marketing for business growth, 1974, New York Ed. McGraw-Hill
- The marketing imagination, 1983, New York Ed. Free Press
- The marketing imagination, 1986, New York Ed. Free Press (Prošireno izdanje)
- Thinking about management, 1991, New York Ed. Free Press

## Članci
- The Dangers of Social Responsibility, Harvard Business Review, 1958
- Marketing Myopia, Harvard Business Review, 1960.
- Creativity Is Not Enough, Harvard Business Review, 1963.
- Marketing Intangible Products and Product Intangibles, Harvard Business Review, 1981.
- The Globalization of Markets, Harvard Business Review, 1983.
- Levitt on marketing, 1991,Boston, Mass. : Harvard Business School Press.
- After The Sale Is Over, Harvard Business Review, 1983, Pág. 87-93.

## Spoljašnje veze
- Theodore Levitt Dead at 81 JUNE 29, 2006 Businessweek online
- Theodore Levitt, 81, Who Coined the Term 'Globalization', Is Dead New York Times July 6, 2006
- 'Globalisation' inventor dies at 81, Friday 7 July 2006, NDTV.com